# 수궁초
수궁초(Apocynum sibiricum)는 한국 중부지방에 분포하며 높이 50cm 정도이고 여러 대가 나와서 큰 포기를 형성하며, 윗부분에서 가지가 갈라진다. 잎은 마주나고 난상 타원형 또는 난상 피침형이며 회청색을 띤다. 꽃은 6-7월에 피며 취산꽃차례로, 지름 4mm 정도이고 황록색 바탕에 연보라색을 띠며 털이 없다. 꽃받침은 5개로 갈라지고 갈래조각은 길이 1mm 정도이며 뾰족하다. 화관은 5개로 갈라지고 갈래조각은 길이 3mm 정도이다. 열매는 골돌과이며 종자는 털이 나 있다.